# 사카모토 준헤이
사카모토 준헤이(일본어: 坂本 順平, 2001년 2월 13일~)는 일본의 축구 선수이다.

## 구단 경력
그는 2023년 J3리그의 YSCC 요코하마에 입단했다.